# Elmwood Park
Elmwood Park är en kommun av typen borough i Bergen County i New Jersey. Vid 2020 års folkräkning hade Elmwood Park 21 422 invånare.